# クリケットスリランカ代表
クリケットスリランカ代表（Sri Lanka National Cricket Team）はスリランカ・クリケットにより組織されるクリケットのナショナルチーム。

## 代表成績

### ワールドカップ
- 1975 - グループリーグ敗退
- 1979 - グループリーグ敗退
- 1983 - グループリーグ敗退
- 1987 - グループリーグ敗退
- 1992 - グループリーグ敗退
- 1996 - 優勝
- 1999 - グループリーグ敗退
- 2003 - 準決勝敗退
- 2007 - 準優勝
- 2011 - 準優勝
- 2015 - 準々決勝敗退
- 2019 - グループリーグ敗退

### ICC T20ワールドカップ
- 2007 - スーパー8敗退
- 2009 - 準優勝
- 2010 - 準決勝敗退
- 2012 - 準優勝
- 2014 - 優勝
- 2016 - グループリーグ敗退